# 2017년~2018년 이란 시위

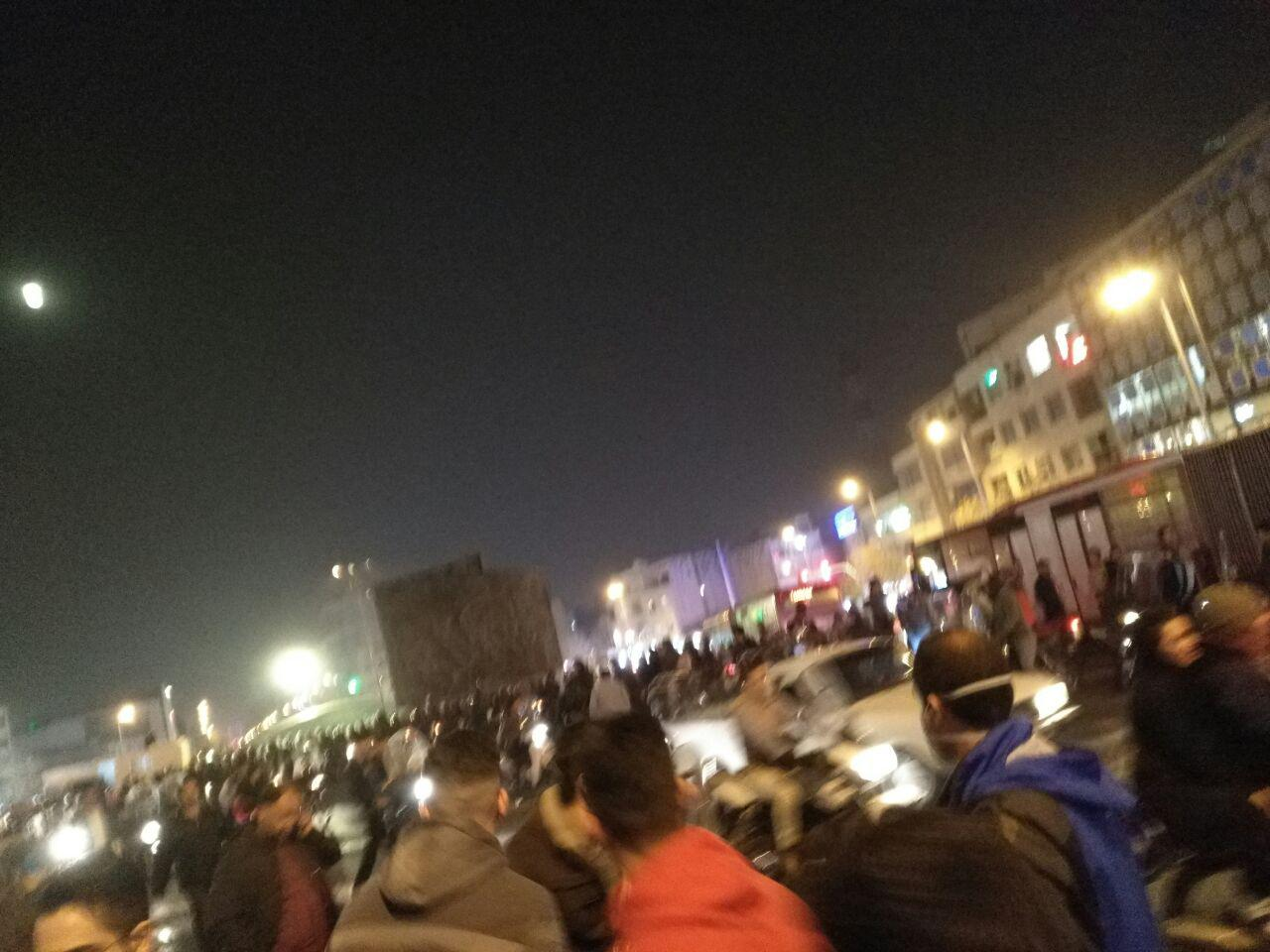
2017년 12월 31일 테헤란에서 시위의 모습

2017~2018년 이란 시위는 이란에서 2017년 12월 28일부터 진행중인 시위이다. 마슈하드에서 시작되었으며, 하산 로하니의 경제 정책에 대한 반대였으나, 반정부 시위까지 확대되었다.
이 시위는 이란에서 두 번째로 인구가 많은 도시인 마슈하드에서 발생한 데 이어 수도인 테헤란에서 수 많은 시위자가 군집하였으며, 이란 전역에 시위가 시작되었다. 다른 여러 도시들에서도 광범위한 시위가 있었다.

## 같이 보기
- 2009년 이란 대통령 선거 시위
- 이란의 경제